# إدوارد ألان وود
إدوارد ألان وود (بالإنجليزية: E.A. Wood)‏ هو عسكري جنوب أفريقي، ولد في 6 مايو 1865 في رئاسات ومقاطعات الراج البريطاني، وتوفي في 20 مايو 1930 في لندن في المملكة المتحدة بسبب تشمع الكبد.